# Teluri dioxide
Telu dioxide là một hợp chất vô cơ, là một Oxide dạng rắn của telu, có thành phần chính gồm hai nguyên tố là telu và oxy, với công thức hóa học được quy định là TeO2. Hợp chất này tồn tại ở hai hình thức khác nhau, các khoáng chất telurit, dạng thức β-TeO2 màu vàng và tetragonal tổng hợp, không màu (paratelurit) với dạng α-TeO2. Hầu hết các thông tin liên quan đến các phản ứng hóa học của hợp chất hầu hết thu được trong các nghiên cứu liên quan đến paratelurit, α-TeO2.

## Sử dụng
Hợp chất được sử dụng làm vật liệu quang học. Telu dioxide cũng là một hợp chất dùng làm kính có điều kiện, có nghĩa là nó sẽ tạo thành dạng kính với điều kiện bổ sung một lượng % mol nhỏ của một hợp chất thứ hai, như Oxide hoặc halide. Kính TeO2 có chỉ số khúc xạ cao và truyền vào phần giữa hồng ngoại của quang phổ điện từ, do đó chúng có lợi ích về công nghệ cho các ống dẫn sóng quang học. Kính telurit cũng đã được cho đi triển lãm Raman, và được lợi gấp 30 lần so với silic, hữu ích trong ứng dụng khuếch đại sợi quang học.